# Cirilo Promotor Decena
Cirilo Promotor Decena (Mata de Caña, Tlacotalpan, Veracruz, 1927-ibidem, 2020) fue un laudero y músico mexicano que tocó el requinto interpretando sones jarochos. Fue fandanguero de prosapia. Dedicó más de setenta y cinco años a la música folklórica veracruza, además, durante más de cincuenta años, formó nuevas generaciones de músicos.

## Semblanza biográfica
Su abuelo, Epifanio Decena, cantaba y su tío, Guadalupe Cruz, tocaba el requinto, desde muy joven asistió a las fiestas en donde pudo presenciar los fandangos veracruzanos. Su padre, Juan Promotor Cruz, le regaló una Jarana, el cual fue su primer instrumento musical, después aprendió a tocar el requinto. Fue jornalero agrícola y pescador, pero desde los 15 años se integró como músico tocando en los fandangos los fines de semana en cantinas y plazas públicas.
Fue fundador en Tlacotalpan de la Casa de la Cultura Agustín Lara, lugar en donde impartió cursos. Grabó su primero disco en 1980. Viajó para interpretar la música tradicional veracruzana con el Conjunto Tlacotalpan por diversas ciudades del mundo durante más de 20 años bajo la dirección de José Aguirre Vera. Por su larga trayectoria se le considera un pilar formador del movimiento jaranero y son jarocho.

## Premios y distinciones
En reconocimiento a su labor artística y a su labor para promocionar y preservar de la música folklórica veracruzana ha recibido varios premios y distinciones:
- Galardón a los 150 Grandes Maestros del Arte Popular Mexicano, en la especialidad de instrumentos musicales, categoría madera, por el Fomento Cultural Banamex en 1996.
- Presea Andrés Vega durante el XXVIII Encuentro Nacional de Jaraneros y Decimistas celebrado en el marco de las fiestas de la Candelaria en 2007.
- Premio Nacional de Ciencias y Artes en el área de Artes y Tradiciones Populares otorgado por la Secretaría de Educación Pública en 2009.[6]

Adicionalmente, también ha recibido distinciones y reconocimientos por parte del Ayuntamiento de Tlacotalpan, del Patronato del Teatro Nezahualcóyotl, el Club de Leones y el Club de Rotarios de Tlacotalpan, Conaculta y el Instituto Veracruzano de la Cultura.